# Port lotniczy Mikkeli
Port lotniczy Mikkeli (IATA: MIK, ICAO: EFMI) – port lotniczy położony 4,6 kilometra na zachód od centrum Mikkeli, w Finlandii.